# Cirrhilabrus laboutei
 Cirrhilabrus laboutei és una espècie de peix de la família dels làbrids i de l'ordre dels perciformes.

## Morfologia
Els mascles poden assolir els 12 cm de longitud total.

## Distribució geogràfica
Es troba des de Nova Caledònia fins a la Gran Barrera de Corall.